# Are You the Man?
Are You the Man? è un cortometraggio muto del 1909. Il nome del regista non viene riportato nei credit del film.

## Trama
Al club uno dei soci lancia la proposta di una scommessa: "Scommetto 500 dollari che chiunque vada per strada a chiedere ai primi dieci uomini che incontra: "sei tu l'uomo?", avrà per risposta un insulto". I membri del club leggono la proposta che accolgono con grandi risate. Uno di essi, tuttavia, accetta la scommessa. Ma quando va in giro a metterla in atto, finisce per ammettere di aver perso, dopo aver ricevuto insulti e aggressioni dalla gente che incontra. Arrestato da un poliziotto, viene salvato dai suoi amici che l'avevano seguito per vedere come andava a finire la cosa e che ora spiegano all'agente la storia della scommessa. L'uomo riconosce di essere lui l'uomo, pagando i 500 dollari e giurando di non accettare più sfide del genere.

## Produzione
Il film fu prodotto dalla Lubin Manufacturing Company.

## Distribuzione
Distribuito dalla Lubin Manufacturing Company, il film - un cortometraggio della lunghezza di 150 metri - uscì nelle sale cinematografiche statunitensi il 3 giugno 1909. Nelle proiezioni, veniva programmato con il sistema dello split reel, accorpato in un'unica bobina con un altro cortometraggio prodotto dalla Lubin, la commedia My Friend, the Indian.